# 하라구치 다쿠토
하라구치 다쿠토(일본어: 原口 拓人, 1992년 5월 3일 ~ )는 일본의 전 축구 선수이다.

## 구단 경력
그는 2015년부터 2018년까지 J리그의 레노파 야마구치 FC, 가이나레 돗토리에서 활동하였다.